# Henrich zu Stolberg-Wernigerode

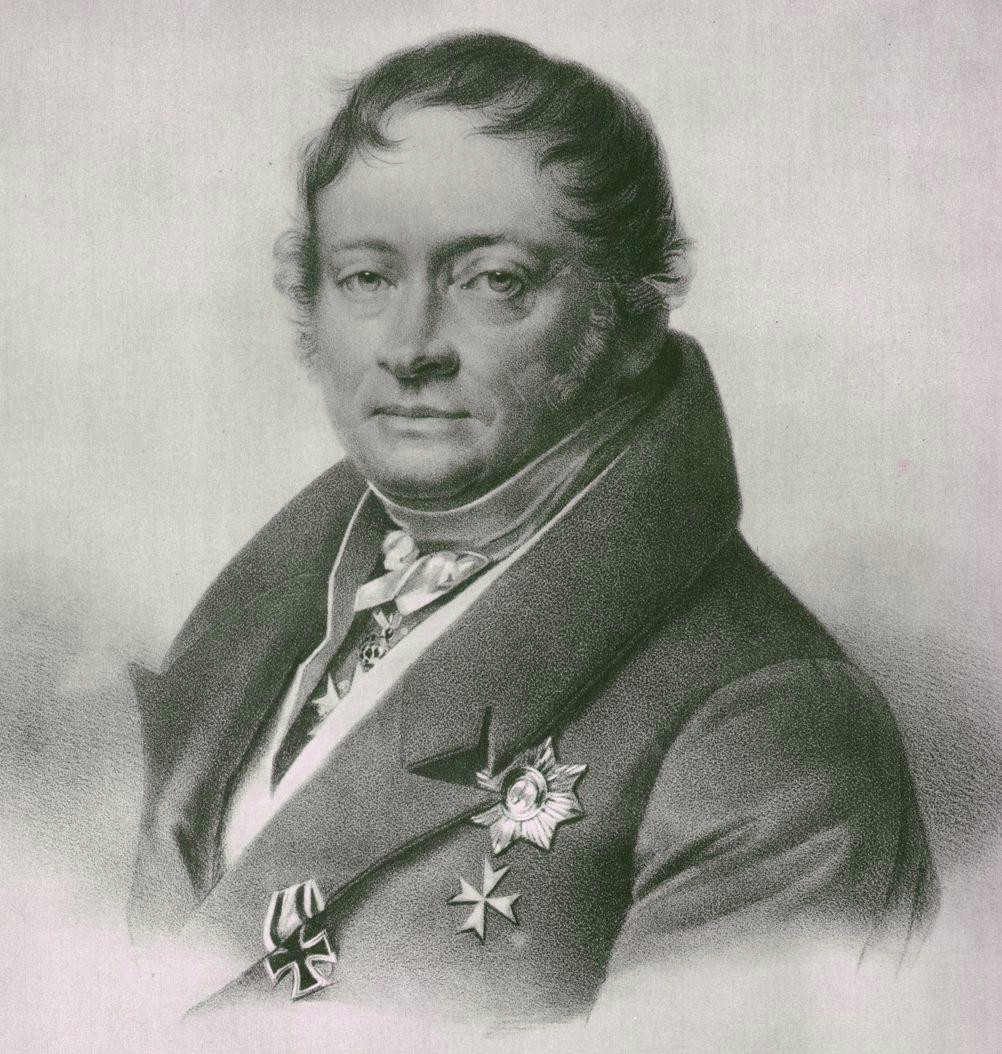
Graf Henrich zu Stolberg-Wernigerode

Graf Henrich zu Stolberg-Wernigerode (* 25. September 1772 auf Schloss Wernigerode; † 16. Februar 1854 ebenda) folgte 1824 seinem Vater als Regent über die zum Königreich Preußen gehörende Grafschaft Wernigerode.

## Herkunft
Graf Henrich war der älteste Sohn von Graf Christian Friedrich zu Stolberg-Wernigerode (1746–1824) und Gräfin Auguste Eleonore zu Stolberg-Stolberg (1748–1821). Er stammt aus dem Adelsgeschlecht der Grafen zu Stolberg.

## Familie
Am 4. Juli 1799 heiratete er seine erste Frau Prinzessin Caroline Alexandrine Henriette Jeanette (Jenny) von Schönburg-Waldenburg (* 4. Oktober 1780; † 29. August 1809). Das Paar hatte folgende Kinder:
- Gräfin Eleonore (1801–1827) ⚭ 1819 Prinz Heinrich LXIII. Reuß zu Köstritz
- Erbgraf Hermann (1802–1841) ⚭ 1831 Gräfin Emma zu Erbach-Fürstenau (1811–1889), Eltern von Fürst Otto zu Stolberg-Wernigerode.
- Graf Bernhard (1803–1824)
- Graf Botho (1805–1881) ⚭ 1843 Gräfin Adelheid zu Erbach-Fürstenau (1822–1881), Tochter von Albrecht zu Erbach-Fürstenau
- Gräfin Caroline (1806–1896) ⚭ 1828 Prinz Heinrich LXIII. Reuß zu Köstritz
- Graf Eduard und Graf Christoph (Zwillinge 1808–1808)
- Graf Rudolph (1809–1867) ⚭ 1851 Gräfin Auguste zu Stolberg-Wernigerode (1823–1864)

Am 30. Dezember 1810 heiratete er in zweiter Ehe Freiin Eberhardine von der Reck (* 25. Januar 1785; † 24. Oktober 1852), die Tochter des preußischen Staatsministers Eberhard von der Reck.

## Leben

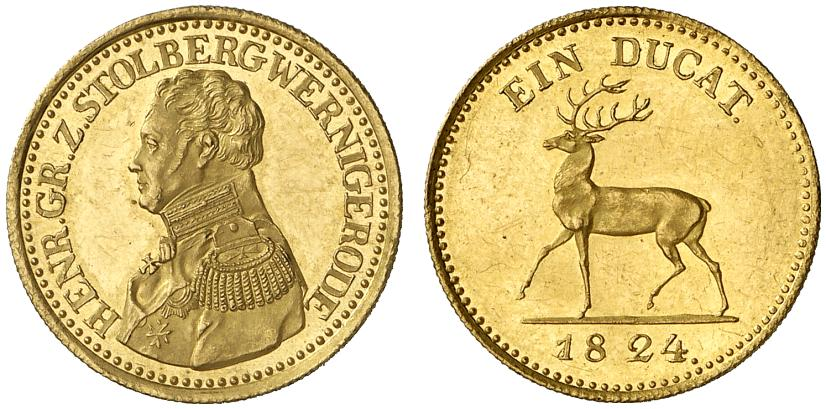
Graf Heinrich, Dukat, 1824

Henrich zu Stolberg-Wernigerode wurde durch Privatlehrer ausgebildet und studierte anschließend bis 1790 (mit Unterbrechung 1789 durch die Revolutionswirren) in Straßburg. Danach setzte er seine Studien in Göttingen fort. Anschließend widmete er sich der Verwaltung seiner Güter. Nachdem die Bemühungen, die Mediatisierung seines Hauses im Rahmen des Reichsdeputationshauptschlusses zu verhindern, scheiterten, stellte er sich an die Seite Napoleons und wurde im Königreich Westphalen Oberstallmeister. 1808 bis 1813 war er Mitglied der Reichsstände des Königreichs Westphalen.
Unter dem Generalgouvernement war er 1813 Landrat des Kreises Osterwieck. Graf Henrich vertrat das Gesamthaus Stolberg beim Wiener Kongress.
1825 war er Mitglied des Preußischen Staatsrats. 1825 bis 1854 war er Mitglied des sächsischen Provinziallandtags. Dem Provinziallandtag der Provinz Sachsen stand er 1825–1845 als Landtags-Marschall, also Landtagspräsident vor. 1847 bis 1848 war er Mitglied des Ersten und Zweiten Vereinigten Landtags. Von 1824 bis 1854 regierte er über die Grafschaft Wernigerode im Regierungsbezirk Magdeburg der preußischen Provinz Sachsen. Er war als Standesherr erbliches Mitglied der 1. Ständekammer im Königreich Hannover und im Großherzogtum Hessen. Graf Henrich war Domherr zu Halberstadt, Ritter des königlich-preußischen Schwarzen Adlerordens und des Johanniterordens.
1853 erwarb er das Haus Bruch. Nach Graf Henrich wurde die Henrichshütte in Hattingen benannt, die in seinem Todesjahr den Betrieb aufnahm.

## Schriften
- Tagebuch über meinen Aufenthalt in Wien zur Zeit des Congresses vom 9. September 1814 bis zum April 1815, bearbeitet von Doris Derdey, mit einer Einführung von Konrad Breitenborn und Uwe Lagatz, Halle 2004, ISBN 3-89923-059-0.